# Amphiglossus astrolabi
Espèce
Synonymes
- Scelotes brunneus Barbour, 1918

Statut de conservation UICN

 LC  : Préoccupation mineure
Amphiglossus astrolabi est une espèce de sauriens de la famille des Scincidae.

## Répartition
Cette espèce est endémique de Madagascar. Elle se rencontre dans les provinces de Tamatave et de Fianarantsoa.

## Étymologie
Cette espèce est nommée en référence au bateau L'Astrolabe.

## Publication originale
- Duméril & Bibron, 1839 : Erpétologie Générale ou Histoire Naturelle Complète des Reptiles. vol. 5, Roret/Fain et Thunot, Paris, p. 1-871 (texte intégral).